# Tausz Katalin
Tausz Katalin (1950. június 20. –) az ELTE Társadalomtudományi Kar egyetemi oktatója.
1979-ben szerzett szociológusi diplomát, 1980-ban egyetemi doktori, 1996-ban kandidátusi fokozatot. Több mint harminc éve az Eötvös Loránd Tudományegyetem oktatója, 1995-től tanszékvezető, 2009-2015 között a Társadalomtudományi Kar dékánja. 1973 óta több mint száz, konferencia és szeminárium résztvevője Indiában, az Egyesült Királyságban, Olaszországban, USA-ban, Hollandiában, Thaiföldön. Számos hazai és nemzetközi tudományos társaság tagja. Az 1990-es évek végén Széchenyi Professzori Ösztöndíjas lett. Kutatási területe a szegénység, gyerekszegénység, településszociológia, a fogyatékossággal élő emberek helyzete, a szociális ellátórendszer működése.
Társadalompolitikát, szakterületéhez kapcsolódó órákat tart, valamint műhelyszemináriumokat vezet.

## Díjai, elismerései
- Kiváló Munkáért kitüntető jelvény (1985)
- Erdei Ferenc-díj (1985)[1]
- PRO CARITATE emlékérem 	(2002)
- A Magyar Köztársasági Érdemrend lovagkeresztje (2007 - 2016-ban tiltakozásul Bayer Zsolt kitüntetése miatt visszaadta)

## Tagságai szakmai szervezetekben
- ADDETUR Alapítvány, kuratóriumi tag
- Fogyatékosok Esélye Közalapítvány, elnök
- Hilscher Rezső Alapítvány kuratórium, tag
- Hilscher Rezső Szociálpolitikai Egyesület, vezetőségi tag
- MAB Szociológia- és Politikatudományok Bizottsága, tag
- Nemzeti Bologna Bizottság, tag, a társadalomtudományok képviseletében
- Polányi Károly Alapítvány – kuratóriumi elnök
- Szociális szakértői névjegyzék állandó bíráló bizottság – elnök
- UNICEF Magyar Nemzeti Bizottság, tag

## Családja
Lánya Hajós Luca Erzsébet.